# James Dobson
James Clayton "Jim" Dobson, Jr. (Shreveport, 21 de abril de 1936) é um autor cristão evangélico e psicólogo estadunidense, fundador em 1977 do Foco na Família. 

## Biografia
Ele estudou no Pasadena College e recebeu um PhD em Psicologia da University of Southern California em 1967.
Em 1967, ele se tornou professor clínico de pediatria na University of Southern California School of Medicine por 14 anos. .

### Carreira
Em 1977, ele fundou a Foco na Família.  Ele foi seu presidente até 2003.
Em 1983 ele fundou o Conselho de Pesquisa da Família para estudar a sociologia das questões de valor da família. 
Na década de 1980 foi classificado como um dos mais influentes interlocutores do conservadorismo social na vida do público dos Estados Unidos. Embora não sendo um ministro ordenado, foi denominado "o líder mais influente da nação" pela Time, enquanto a Slate o retratou como um sucessor dos líderes evangélicos Billy Graham, Jerry Falwell e Pat Robertson.

## Publicações
Dobson é autor ou co-autor de 36 livros, incluindo:

### Livros como único autor
- Dobson, James C. (2002). Bringing Up Boys Practical Advice and Encouragement for Those Shaping the Next Generation of Men. [S.l.]: Tyndale House. ISBN 0-8423-5266-X
- Dobson, James C. (2010). Bringing Up Girls: Practical Advice and Encouragement for Those Shaping the Next Generation of Women. [S.l.]: Tyndale House. ISBN 978-1-77036-544-5
- Dobson, James C. (29 de setembro de 2000). The Complete Marriage and Family Home Reference Guide. [S.l.]: Tyndale House. ISBN 0-8423-5267-8
- Dobson, James C. (fevereiro de 1977). Dare to Discipline. [S.l.]: Bantam Books. ISBN 0-553-22841-2
- Dobson, James C. (novembro de 1986). Dr. Dobson Answers Your Questions about Feelings and Self-Esteem. [S.l.]: Tyndale House. ISBN 0-8423-0621-8
- Dobson, James (1982). Dr. Dobson Answers Your Questions About Raising Children. [S.l.]: Tyndale House. ISBN 0-8423-0620-X
- Dobson, James (31 de outubro de 2004). Dr. James Dobson on Parenting. [S.l.]: World Publishing. ISBN 0-88486-339-5
- Dobson, James C. (1 de novembro de 1984). Emotions Can You Trust Them. [S.l.]: Bantam Books. ISBN 0-553-25751-X
- Dobson, James (24 de outubro de 2000). Life on the Edge. [S.l.]: Thomas Nelson. ISBN 0-8499-0927-9
- Dobson, James (9 de março de 2004). Love for a Lifetime Building a Marriage That Will Go the Distance. [S.l.]: Multnomah Books. ISBN 1-59052-087-4
- Dobson, James C. (16 de abril de 2007). Love Must Be Tough New Hope for Families in Crisis. [S.l.]: Tyndale House. ISBN 1-4143-1745-X
- Dobson, James C. (1996). The New Dare to Discipline. [S.l.]: Tyndale House. ISBN 0-8423-0506-8
- Dobson, James (1 de fevereiro de 2001). The New Hide or Seek Building Confidence in Your Child. [S.l.]: Revell. ISBN 0-8007-5680-0
- Dobson, James C. (2007). The New Strong-Willed Child. [S.l.]: Tyndale House. ISBN 1-4143-1363-2
- Dobson, James (1 de janeiro de 1987). Parenting Isn't for Cowards Dealing Confidently With the Frustrations of Child-Rearing. [S.l.]: Word. ISBN 0-8499-0630-X
- Dobson, James C. (1 de outubro de 2003). Parents' Answer Book. [S.l.]: Living Books. ISBN 0-8423-8716-1
- Dobson, James (23 de julho de 1980). Preparing for Adolescence. [S.l.]: Vision House. ISBN 0-88449-112-9
- Dobson, James C. (janeiro de 2004). Romantic Love How to Be Head Over Heels and Still Land on Your Feet. [S.l.]: Regal Books. ISBN 0-8307-3238-1
- Dobson, James C. (9 de julho de 1997). Solid Answers. [S.l.]: Tyndale House. ISBN 0-8423-0623-4
- Dobson, James C. (29 de maio de 2007). Stories of Heart and Home. [S.l.]: Tyndale House. ISBN 1-4143-1747-6
- Dobson, James (6 de junho de 2000). Straight Talk to Men. [S.l.]: Thomas Nelson. ISBN 0-8499-4210-1
- Dobson, James (26 de setembro de 1995). Straight Talk What Men Should Know, What Women Need to Understand. [S.l.]: Thomas Nelson. ISBN 0-8499-3858-9
- Dobson, James C. (setembro de 1992). The Strong-Willed Child. [S.l.]: Living Books. ISBN 0-8423-2335-X
- Dobson, James C. (1 de abril de 1986). Temper Your Child's Tantrums. [S.l.]: Tyndale House. ISBN 0-8423-6994-5
- Dobson, James C. (1 de outubro de 1981). What Wives Wish Their Husbands Knew About Women. [S.l.]: Living Books. ISBN 0-8423-7896-0
- Dobson, James C. (20 de novembro de 2001). When God Doesn't Make Sense. [S.l.]: Living Books. ISBN 0-8423-7062-5

### Livros como co-autor
- primary author Paul C. Reisser ; managing editor Melissa R. Cox ; editor Vinita Hampton Wright. (1 de outubro de 1999). The Focus on the Family Complete Book of Baby and Child Care. [S.l.]: Tyndale House. ISBN 0-8423-3512-9 (Foreword)
- Sutherland, Mark I.; William J. Federer, Roy Moore, James Dobson, Alan Keyes, Ed Meese, Phyllis Schlafly, Matthew D. Staver, Alan Sears (4 de julho de 2005). Judicial Tyranny The New Kings of America. [S.l.]: Amerisearch. ISBN 0-9753455-6-7
- Dobson, James C.; Shirley Dobson (16 de abril de 2007). Marriage Under Fire Why We Must Win This Battle. [S.l.]: Tyndale House. ISBN 1-4143-1756-5
- Dobson, James C.; Shirley Dobson (16 de abril de 2007). Night Light A Devotional for Couples. [S.l.]: Tyndale House. ISBN 1-4143-1749-2
- Dobson, James C.; Shirley Dobson (20 de abril de 2007). Night Light for Parents A Devotional. [S.l.]: Tyndale House. ISBN 1-4143-1751-4
- Bruner, Kurt; James C Dobson (2013). Fatherless. [S.l.]: Faith Words. ISBN 978-1-4555-1311-6